# Tvärutskott

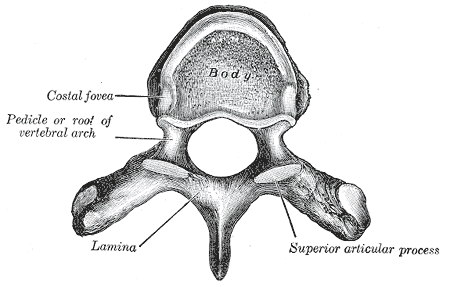
En bröstkota sedd ovanifrån. Tvärutskotten syns nedtill till höger respektive vänster.
Illustration: Gray's Anatomy, 1918. (PD)

Tvärutskott (latin: processus transversus vertebrae, pluralis: processus transversi) är, i människans kropp, två laterala utskott på ryggkotorna (vertebrae).
Tvärutskotten sitter mellan ryggkotornas övre och undre ledtappar (proc. articulares) och är riktade lateralt bakåt.
Tvärutskottens biomekaniska funktion är att agera som momentarmar för ryggradens (columna vertebralis) muskler. De utgör också fäste för ligament.